# Yi Siling
Dans ce nom chinois, le nom de famille, Yi, précède le nom personnel.
Yi Siling (chinois : 易思玲) est une tireuse sportive chinoise née le 6 mai 1989 au Hunan.
Elle est sacrée championne olympique de carabine à 10m aux Jeux de Londres, remportant la première médaille de la compétition,. Elle est médaillée de bronze aux Jeux olympiques d'été de 2016.